# Camellia cucphuongensis
Camellia cucphuongensis är en tvåhjärtbladig växtart som beskrevs av Tran Ninh och J.-c. Rosmann. Camellia cucphuongensis ingår i släktet Camellia och familjen Theaceae. Inga underarter finns listade i Catalogue of Life.